# Nissoria
Nissoria é uma comuna italiana da região da Sicília, província de Enna, com cerca de 3.015 habitantes. Estende-se por uma área de 61 km², tendo uma densidade populacional de 49 hab/km². Faz fronteira com Agira, Assoro, Gagliano Castelferrato, Leonforte, Nicosia.